# Palazzo dello Spagnolo

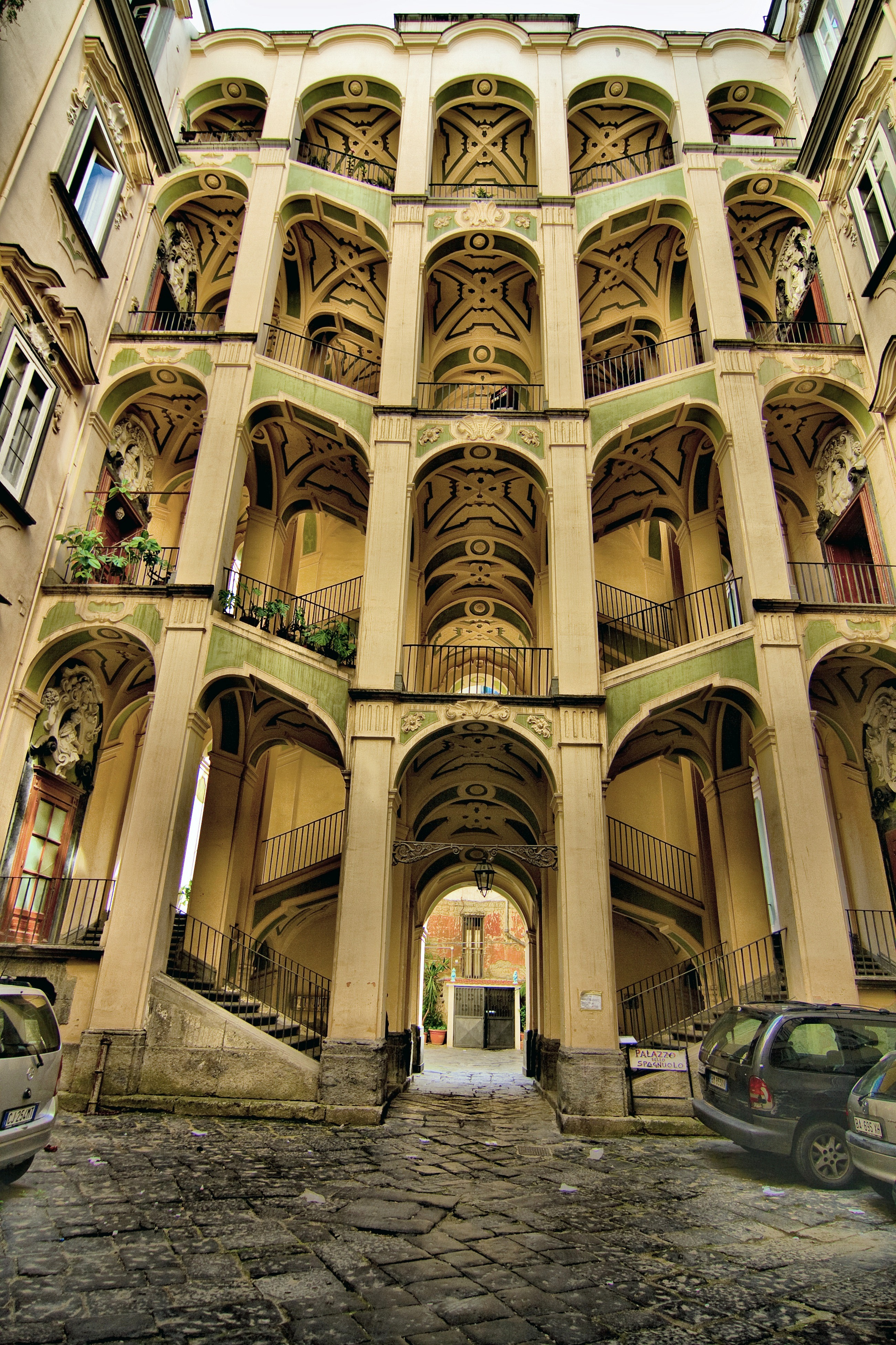
Palazzo dello Spagnolo in Napels: trap in 'valkenvleugels'

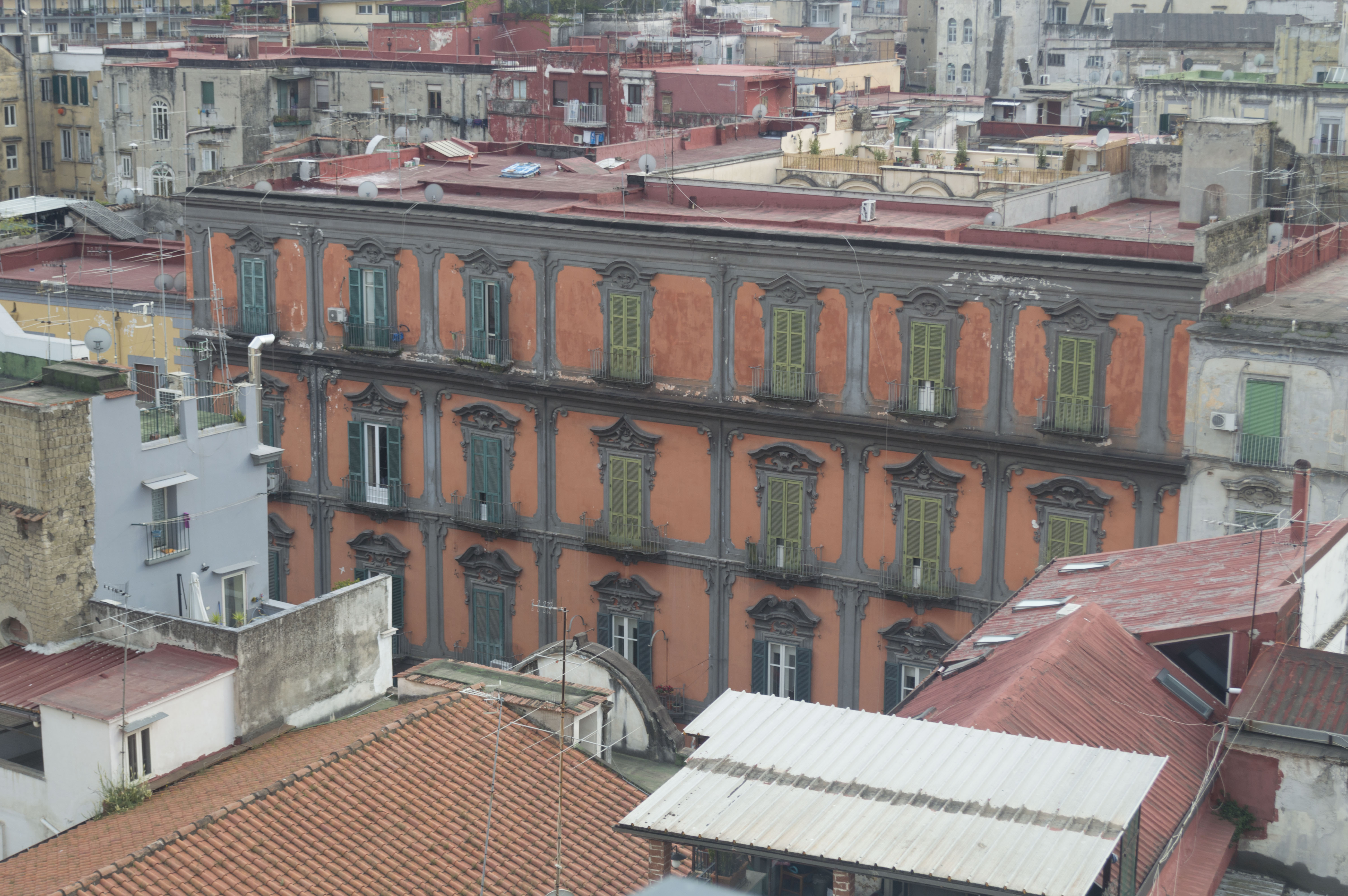
Buitenzicht

Het Palazzo dello Spagnolo (18e eeuw) was een stadspaleis van edellieden in Napels, hoofdstad van de Zuid-Italiaanse regio Campanië. Het paleis is gelegen in de wijk Stella in de Via Vergini, in het centrum van Napels.

## Namen
- Palazzo Moscati, genoemd naar de bouwheer Nicola Moscati, markies van Poppano (18e eeuw)
- Palazzo dello Spagnolo of het paleis van de Spanjaard, genoemd naar Tommaso Atienza, een eigenaar in de 19e eeuw.

## Historiek
Nicola Moscati bouwde vanaf 1738 een stadspaleis. De bouw vond plaats op een plek in Stella waar twee huizen stonden. Deze had Moscati verkregen via een bruidsschat. Hij stelde de bekende architect Ferdinando Sanfelice (1675-1748) aan. Sanfelice was de architect van verschillende barokke gebouwen in Napels, zowel kerkelijke als burgerlijke. De tuin die Sanfelice aanlegde achteraan, is verloren gegaan. Karakteristiek is de dubbele trap op de binnenplaats. De trap wordt omschreven als ‘met valkenvleugels’ of in het Italiaans ‘ad ali di falco’.
Het Palazzo van markies Moscati heeft barokke doch ook rococo-versieringen. De rococo delen werden ontworpen door Francesco Attanasio (1742). Boven de ingangsdeur van grote zalen staat een borstbeeld als basrelief. Eind 18e eeuw werd een verdieping bijgebouwd.
In de loop van de 19e eeuw was de familie Moscati financieel verplicht om verdiepingen te verkopen. De belangrijkste eigenaar was Tommaso Atienza, bijgenaamd de Spanjaard. Atienza liet fresco’s aanbrengen. De fresco’s zijn echter over de jaren verdwenen. Het Palazzo dello Spagnolo bleef verder in handen van privé-eigenaars.